# 銅雀台
銅雀台（銅雀臺、どうじゃくだい）は、魏の太祖、曹操が魏王に昇爵した時に鄴（ぎょう）（現在の河北省邯鄲市臨漳県三台村）に造営した宮殿。210年の冬に造営された。現在は遺跡がある。

## 来歴
曹操は201年に袁紹を破ると、漳河のほとりの鄴に大土木事業を起こして銅雀台を造営した。高さ10丈（33.3m）、3基の宮殿から構成され、それらの距離は60歩であり、建物同士は橋で連絡されていた。213年には銅雀台の南に「金虎台」を造営し、翌214年には銅雀台の北に「氷井台」を造営し、これらを合わせて「三台」と称した。『水経注』「巻五・濁漳水」には「鄴の西北部にあり、墻をもって基礎となし、台の高さは10丈で100余りの建物があり、高々とそびえて山があるようである」と記載されている。「銅雀台」についての当時の記録では曹操の五男・曹植が「銅雀台の賦」を著し、曹操に褒められたとされる。また三男・曹丕も「登台賦」で銅雀台を描写している。また蔡文姫が「胡笳十八拍」を演奏したのもこの宮殿である。
後に五胡十六国の後趙の石虎によって基礎が12丈(36.6m)に増加され、5階建てとなった。石虎は銅雀台に二つの井戸を掘り、それらを鉄の梁の道でつないで「命子窟」と呼んだ。この井戸の中には財宝や食料が収められていたという。558年には30万人の工匠を使用し、「三台」を大幅に増築し、「氷井台」を「崇光台」（すうこうだい）、「銅雀台」を「金鳳台」（きんぽうだい）と改称した。唐の時代には旧名に戻された。唐の詩人・杜牧は詩『赤壁』で、もし「赤壁の戦いで曹操が勝利していたなら二喬（大喬・小喬）は銅雀台にいただろう」と詠じた。「二喬を銅雀台に侍らせたい」というのは曹操の野心として『三国志演義』にも登場する（作中では曹植の『銅雀台の賦』を改編したものが登場する）。北宋の頃には王安石が「銅雀台の詩」を著し、その風光を感嘆している。この頃から銅雀台の屋根瓦で作った硯が「瓦硯」として文人墨客の間でもてはやされ愛蔵されるようになったが、それらは全て贋物である。日本でも平安時代に嵯峨天皇が「和尚書右丞良安世銅雀臺」という漢詩を詠んでいる。元末には洪水で一部が破損し、明末には洪水で大半が倒壊した。現在ではほとんどの遺構が地下に埋もれている。